# Left 4 Dead
Left 4 Dead — компьютерная игра в жанре кооперативного шутера от первого лица с элементами survival horror, разработанная американской компанией Turtle Rock Studios, которая с 10 января 2008 по 3 июня 2009 являлась частью Valve Corporation. Игра создана на движке Source версии 14 для платформ Microsoft Windows и Xbox 360. Портированием игры на Xbox 360 занималась студия Certain Affinity. 28 октября 2010 года игра стала доступна на macOS.
Впервые информация о Left 4 Dead появилась в рождественском номере журнала PC Gamer UK за 2006 год в виде шестистраничной статьи. Опробовать игру публика смогла на QuakeCon 2007 и Showdown 2007 LAN, прошедшей в американском городе Сан-Хосе. 6 ноября демоверсия Left 4 Dead стала доступна тем, кто сделал предварительный заказ через систему цифровой дистрибуции Steam. 11 ноября 2008 года она стала доступна публично. 18 ноября игра стала доступна через Steam для всех желающих. 20 ноября состоялся выпуск коробочных версий в Америке, а 21 ноября — в Старом свете. Версии для персонального компьютера и Xbox 360 полностью переведены на русский язык.
Игра получила множество положительных отзывов. Разработчикам удалось хорошо передать мрачную атмосферу ужаса и отчаяния, которая возникла в результате распространения в игровой вселенной неизвестного вируса, превратившего людей в чудовищ. Благодаря работе «Режиссёра», искусственного интеллекта, следящего за действиями игроков и влияющего на игровой процесс, каждое прохождение игры уникально и неповторимо, а упор на командные действия делает игру одной из лучших среди кооперативных шутеров. Также уникальность этой серии шутеров придаёт необычный сетевой режим, в котором команды противников поставлены в разные условия: одни играют за Выживших, а другие — за Особых Заражённых.
1 июня 2009 года на выставке Electronic Entertainment Expo Valve официально анонсировала полноценный сиквел Left 4 Dead 2, который вышел 17 ноября 2009 года.

## Игровой процесс
В основу игрового процесса положена борьба Выживших с ордами Заражённых. Каждая кампания состоит из нескольких уровней, которые должны пройти Выжившие, чтобы добраться до спасательного транспорта для эвакуации из заражённой зоны. Уровни связаны между собой «безопасными комнатами» (англ. safe room), «убежищами». Как только Выжившие заберутся внутрь комнаты и запрут дверь, уровень закончится, а следующий начнётся в этой же комнате, но с надёжно запертым старым выходом и доступным новым. Такие комнаты содержат оружие, боеприпасы и аптечки. Прохождение кампании осуществляется четырьмя персонажами, каждым из которых управляет человек или бот. На некоторых уровнях для продолжения пути Выжившим приходится активировать так называемые «панические события» (англ. panic events), которые приводят к появлению огромного количества Заражённых.
В игре присутствует дополнительный искусственный интеллект, именуемый Режиссёром (англ. AI Director), который влияет на игровой процесс, подстраиваясь под уровень игроков и меняя такие параметры игры, как количество Заражённых, частоту и место их появления. Благодаря его работе каждое прохождение игры уникально и неповторимо, что повышает реиграбельность игры. Сохранений в игре не предусмотрено, то есть начать игру можно произвольно — в любой выбранной Кампании.
В Left 4 Dead существует четыре игровых режима: Одиночная игра, Кооператив, Сражение и Выживание.

### Кооператив
Так как игра ориентирована на командное прохождение, этот режим является основным. Цель этого режима — пройти командой из четырёх игроков одну из кампаний. В команде может быть от одного до четырёх человек, недостающие игроки замещаются ботами, управляемые компьютером, с возможностью присоединения игрока-человека в процессе игры. Если одному из игроков нужно ненадолго прервать игру, то ему необязательно выходить из игры или просить других подождать, он может передать управление своим персонажем боту, не опасаясь, что его место займёт кто-то другой. Также управление передаётся боту автоматически, если игрок в течение 25 секунд стоял неподвижно. В игре есть четыре уровня сложности: лёгкий (англ. easy), нормальный (англ. normal), мастер (англ. advanced) и эксперт (англ. expert). Уровень сложности влияет на такие параметры, как величина урона от огня по своим, количество Обычных Заражённых, количество очков здоровья Заражённых и величина урона от инфицированных. После завершения кампании игрокам показывается статистика их прохождения (затраченное время, количество убитых, точность и т.п) и засчитываются достижения, связанные с прохождением кампании. В этом режиме важна слаженность и взаимная помощь игроков, особенно на высоких уровнях сложности, где без хорошо скоординированных действий и взаимовыручки команда игроков-Выживших будет быстро уничтожена превосходящими силами Заражённых. Для удобства в игре присутствует возможность общаться друг с другом посредством голосовой связи или отправки текстовых сообщений. Для улучшения игрового процесса добавлена возможность проводить голосования. Любой игрок может инициировать начало опроса с целью выяснения мнения остальных членов команды по важным вопросам: исключения игрока из игры, смена карты, переигровка кампании или возврат в лобби (игровую комнату, в которой задаются параметры матча). Связь осуществляется через локальную сеть или Steam.

### Одиночная игра
Хотя игра предназначена для многопользовательского прохождения, возможен режим игры для одного игрока, где остальными Выжившими управляет компьютер. Боты следуют за игроком-человеком, стреляют по Заражённым, лечат, спасают и помогают другим Выжившим, но не могут открывать двери убежищ, инициировать «панические события» и вызов Орды, применять метательное оружие из-за стратегически важного значения и невозможности тактического использования этих элементов искусственным интеллектом. По сути, этот режим является полной копией Кооператива с единственным отличием — в него играет один человек, другие игроки присоединиться не могут. При смерти игрока-человека игра заканчивается. Знакомство с Left 4 Dead следует начинать именно с этого режима, тем более что это единственный режим, который не требует подключения к интернету или локальной сети.

### Сражение
В этом режиме четыре игрока берут на себя роль Выживших, а другие четыре — роль Особых Заражённых. В каждой команде должен быть как минимум один человек для начала, недостающие игроки в команде Выживших заменяются ботами. Каждому игроку в команде Заражённых даётся в управление один из Особых Заражённых: Толстяк, Охотник или Курильщик. В команде Заражённых не может быть более одного Толстяка или Курильщика, но может быть до четырёх Охотников. Время от времени команде Заражённых даётся Танк, которым управляет, как правило, набравший на текущий момент больше всех очков игрок-Заражённый. Ведьма как игровой персонаж недоступна, ею всегда управляет искусственный интеллект. Через некоторое время после смерти Особый Заражённый возрождается, причём игрок может сам выбрать, в режиме «призрака», где ему появиться. Обязательным условием при этом является выбор позиции, в которой он не находится в области потенциальной видимости Выживших. В режиме «призрака» игрок-Заражённый невидим для Выживших, а для других Заражённых отображается белым силуэтом. Также он перемещается со значительно увеличенной скоростью. В режиме Сражения убитый Выживший не возрождается, а ждёт окончания раунда. После окончания каждого раунда Выжившими начисляются очки в зависимости от среднего пройденного расстояния, числа дошедших до убежища, очков здоровья у оставшихся в живых и сложности раунда кампании, также дополнительные очки даются за сохранённые аптечки и таблетки. После прохождения карты команды меняются местами. Та команда, которая набрала больше всего очков по сумме предыдущих раундов, первой играет за Выживших, а проигрывающие за Заражённых. После завершения кампании командами будет показана таблица с очками команд и определена команда-победитель.

### Выживание
Режим Выживания повторяет отдельные эпизоды из режима Кооператива — «панические события» (англ. panic event), когда Выжившим, чтобы продвинуться дальше, приходится отбивать нападение Орды Заражённых — большой группы из нескольких десятков зомби, включающей в себя одного или нескольких Особых Заражённых. Режим Выживания отличается тем, что наступление Заражённых на его картах (представляющих собой ограниченные участки карт той или иной кампании) никогда не прекратится — Режиссёр создаёт всё новые и новые орды Заражённых, по плотности и количеству противников намного превосходящие те, с которыми игрокам приходилось иметь дело в режиме Кооператива; Особых Заражённых также намного больше, они могут появляться парами и тройками, в том числе и одного вида. Начало атаки определяют сами игроки — на старте карта безопасна, и Заражённые не появляются на ней, пока Выжившие не запустят паническое событие. До этого момента они могут подготовиться к обороне, вооружившись, заняв выгодные для обороны позиции и разместив по карте взрывающиеся канистры и газовые баллоны. Выиграть в режиме Выживания невозможно, цель игроков — как можно дольше оставаться в живых. Если команде удаётся продержаться определённое время, она получает медаль. Четыре минуты — бронзовая медаль, семь минут — серебряная, десять минут — золотая.

## Сюжет
Соединённые Штаты Америки охватила эпидемия неизвестного вируса, который вызывает у заражённых им людей (именуемых Заражёнными) симптомы бешенства с последующими мутациями тела, превращая некоторых из них в ужасных монстров. За две недели эпидемия распространилась на несколько штатов, и власти пошли на крайние меры, начав массовую эвакуацию из заражённых зон. Четыре главных героя (именуемые Выжившими) не успели эвакуироваться с остальными и теперь пытаются спастись из окружения орд заражённых людей.
Игра состоит из шести кампаний, поделённых на несколько уровней и связанных между собой общей сюжетной линией, и одной независимой миссии для режима Выживания:
- «Нет милосердию» (англ. No Mercy)

Слоган — «Curing the Infection… One Bullet at a Time» («Лечим инфекцию… Одна пуля — один больной»).
После вступительного ролика, в котором четвёрка главных героев убегает от орд заражённых, они оказываются на крыше полуразрушенного жилого здания в крупном городе Фэйрфилд. Услышав от пролетающего мимо вертолёта о пункте эвакуации, расположенном на крыше госпиталя «Милосердие», они отправляются туда. Добравшись до вертолётной площадки на крыше госпиталя, они вызывают по рации спасателей и улетают оттуда на прилетевшем вертолёте.
- «Роковой полёт» (англ. Crash Course)

Слоган — «Crashing will be the easiest thing they do today» («Катастрофа — это самое обыденное из того, чем им придётся заняться сегодня»).
Пилот вертолёта, на котором улетели выжившие, оказывается заражён, и Зой приходится пристрелить его. Вертолёт разбивается, но четвёрке героев удаётся пережить падение. Они отправляются на поиски транспорта и находят в одном из гаражей микроавтобус, на котором благополучно покидают город.
- «Похоронный звон» (англ. Death Toll)

Слоган — «Hell came to Earth. These four are gonna send it back» («Ад пришёл на землю. Эти четверо готовы отправить его назад»).
Вскоре выжившим приходится сменить транспорт на полицейскую машину, но оказавшись у разрушенного моста, они бросают и её. Добравшись пешком до небольшого прибрежного городка Риверсайд, они связываются по рации с капитаном рыбацкой лодки, который подбирает их.
- «Смерть в воздухе» (англ. Dead Air)

Слоган — «Their flight just got delayed. Permanently» («Их рейс задерживается. Навсегда»).
Преодолев часть пути на лодке, Выжившие высаживаются в порту Ньюбурга и ночуют в первом попавшемся здании. На рассвете над ними пролетает дымящийся самолёт. Они отправляются в аэропорт в поисках транспорта, находят самолёт с пилотом, наполняют баки топливом и улетают оттуда.
- «Кровавая жатва» (англ. Blood Harvest)

Слоган — «No hope. No cure. No problem» («Ни надежды. Ни исцеления. Ни проблем»).
Неизвестно, что произошло с самолётом, но Выжившие оказываются в лесу. Они отправляются к ближайшему пункту эвакуации, расположенному на старой ферме. Там они вызывают по рации военных, и за ними приезжает БТР XA-180, который увозит их на военную базу.
- «Жертва» (англ. The Sacrifice)

Слоган — «It’s Your Funeral» («Это ваши похороны»).
Кампания повествует о том, что случилось с выжившими после событий кампании «Кровавая жатва» и незадолго до событий кампании «Переход» из Left 4 Dead 2.
- «Последний Рубеж» (англ. Last Stand)

Слоган — «It doesn’t end well» («Это хорошо не кончится»).
Карта для режима Выживания, четвёрка героев обороняется на маяке.

## Главные герои
В игре 4 главных героя, которые именуются Выжившими: Билл, Френсис, Зой и Луис.
- Уильям Овербек[12] или просто Билл (англ. Bill) — старый ветеран вьетнамской войны, опытный солдат. Служил в силах специального назначения армии США. Известно, что он был знаком с Фрэнсисом до событий игры. После начала эпидемии Биллу приходится вновь сражаться с врагом. Однако, он признаёт, что даже на войне к такому не привык. Погибает во время событий кампании The Sacrifice, так как пожертвовал собой ради оставшихся троих выживших, чтобы поднять мост. Внешность Билла скопирована с Бернарда Фокита (англ. Bernard Fouquet), а озвучивает его Джим Френч (в локализации от Акеллы — Валерий Сторожик).
- Френсис (англ. Francis) — сильный и волевой байкер, покрытый татуировками. Известна дата рождения Френсиса, она наколота на его левой руке — 29 июня 1973 года. По его словам, ненавидит почти всё на свете. Внешность Френсиса скопирована с Тейлора Нокса (англ. Taylor Knox), а озвучивает его Винс Валензуэла (в локализации от Акеллы — Всеволод Кузнецов).
- Зой (англ. Zoey, произносится Зоуи) — привлекательная девушка из богатой семьи. Умеет обращаться с огнестрельным оружием. Во время первого года обучения в колледже она засматривалась старыми фильмами ужасов. Как показано в комиксе «Жертва», Зой наблюдала смерть обоих родителей. Внешность Зой скопирована с Сони Кински (англ. Sonja Kinski), дочери известной немецкой актрисы Настасьи Кински. Озвучивает её Джен Тейлор (в локализации от Акеллы — Ольга Зверева).
- Луис (англ. Louis) — младший системный аналитик отдела информационных технологий, собирался уволиться, когда появился вирус[13][14][15][16]. Луис во многом похож на Бена, одного из главных героев фильма «Ночь живых мертвецов». Одет же Луис как Шон из фильма «Зомби по имени Шон». Его одежда, а также небольшие детали, такие как фирменные ботинки, галстук и дорогие часы, не только выделяют его на фоне других членов команды, но также дают игрокам представление о том, кем Луис был до катастрофы. Внешность Луиса была скопирована с Шона Беннета (англ. Sean Bennett), а озвучивает его Эрл Александер (в локализации от Акеллы — Владислав Копп).

### Заражённые
В игре встречаются как обычные заражённые — люди, подвергшиеся лёгкому воздействию вируса, так и особые заражённые — сильно мутировавшие. В игре существует несколько видов особых заражённых, каждый из которых имеет особые качества: к примеру Охотник умеет высоко и далеко прыгать, а Курильщик может притягивать жертв своим длинным языком.

## Загружаемый контент

### Survival Pack
Загружаемый контент Survival Pack («Пакет выживания») — бесплатное дополнение, добавившее в игру миссию «Последний рубеж» (англ. The Last Stand), состоящую всего из одного уровня «Маяк» (англ. The Lighthouse). Также кампании «Похоронный Звон» и «Смерть в воздухе» стали доступны в режиме «Сражение», был добавлен новый режим игры «Выживание», в котором нужно отбиваться от атак Заражённых определённое время для получения медалей. Появилась таблица рекордов, в которой отображаются рекорды друзей игрока. Релиз состоялся 28 апреля 2009.

### Crash Course
Загружаемый контент Crash Course («Роковой полёт») — дополнение, выпущенное 30 сентября 2009 года. Дополнение добавляет в игру новую одноимённую кампанию, состоящую из двух уровней. Кампания повествует о том, что случилось с Выжившими между кампаниями «Нет Милосердию» и «Похоронный Звон».

### The Sacrifice
Загружаемый контент The Sacrifice («Жертва») — дополнение, выпущенное 5 октября 2010 года. Добавлена новая, состоящая из трёх глав, кампания «Жертва» (англ. The Sacrifice), которая повествует о том, что случилось с Выжившими незадолго до событий кампании «Переход» из второй части. Дополнение коснулось обеих частей игры. Вдобавок к дополнению разработчики выпустили комикс «Жертва» в четырёх частях, повествующий о том, что случилось с Выжившими между кампаниями «Кровавая жатва» и «Переход».

## Разработка
| Системные требования | Системные требования                                                                               | Системные требования                                                                       |
| -------------------- | -------------------------------------------------------------------------------------------------- | ------------------------------------------------------------------------------------------ |
|                      | Минимальные                                                                                        | Рекомендуемые                                                                              |
| Microsoft Windows    | |                                                                                            |
| ОС                   | Windows XP, Windows Vista или Windows 7                                                            | Windows XP, Windows Vista или Windows 7                                                    |
| ЦПУ                  | Pentium 4 3,0 ГГц                                                                                  | Intel Core 2 Duo 2,4 ГГц                                                                   |
| Объём ОЗУ            | 1 ГБ (Windows XP), 2 ГБ (Windows Vista)                                                            | 1 ГБ (Windows XP), 2 ГБ (Windows Vista)                                                    |
| Место на диске       | 7,5 ГБ                                                                                             | 7,5 ГБ                                                                                     |
| Видеокарта           | DirectX 9-совместимая видеокарта с 128 МБ с шейдерами версии 2.0 — ATI X800, NVidia 6600 или лучше | DirectX 9-совместимая видеокарта с шейдерами версии 3.0 — NVidia 7600, ATI X1600 или лучше |
| Звуковая плата       | DirectX 9.0c-совместимая                                                                           | DirectX 9.0c-совместимая                                                                   |

Разработка игры началась в середине 2005 года. Компания Turtle Rock Studios захотела сделать игру в духе фильма ужасов с упором на многопользовательскую составляющую и высокую реиграбельность. Первое упоминание об игре появилось перед рождеством 2006 года в журнале PC Gamer UK в виде 6-страничной статьи, описывающей процесс разработки в штаб-квартире Turtle Rock Studios. Тизер был выпущен вместе с The Orange Box. Первая возможность поиграть в Left 4 Dead появилась на Showdown 2007 LAN в Сан-Хосе и QuakeCon 2007. Turtle Rock Studios анонсировала игру 20 ноября 2006 года.
10 января 2008 года Turtle Rock Studios вошла в состав Valve, так как между компаниями были хорошие отношения, и их сотрудничество было взаимовыгодно. Игра стала доступна для предварительного заказа в Steam 15 октября 2008 года.
Компания Valve потратила 10 миллионов долларов на рекламную кампанию в США и Европе, которая включала в себя рекламу по телевидению, в печатных изданиях, в интернете и на рекламных щитах. Также Valve организовала конкурс под названием «Чувак, где мой большой палец?» (англ. Dude, where’s my thumb?), предложив бесплатные копии игры тем людям, кто придумает лучшее изображение на тематику игры.
В начальных версиях игры разработчики хотели, чтобы между Зой и Френсисом был роман, но потом эту идею отвергли. В ранних версиях игры Френсис носил длинные волосы и бороду, и был немного крупнее, а Луис был не преуспевающим менеджером, а обычным бездомным. Также разработчики игры использовали множество звуков и моделей из игр серии Half-Life.
В Германии релиз игры состоялся с отредактированной обложкой. К четырёхпалой руке с обложки дорисовали недостающий палец. Немецкая цензура посчитала обложку слишком жестокой. Также обложка подверглась редактированию и в японском издании. В версии для персональных компьютеров недостающий палец был закрыт штампом Best of E3, а на упаковке с игрой для Xbox 360 также дорисован недостающий палец.

## Отзывы
| Сводный рейтинг       | Сводный рейтинг             |
| Агрегатор             | Оценка                      |
| --------------------- | --------------------------- |
| GameRankings          | 89,44 % (X360) 89,43 % (PC) |
| Metacritic            | 89/100 (X360) 89/100 (PC)   |
| Иноязычные издания    |                             |
| Издание               | Оценка                      |
| Edge                  | 9/10                        |
| GameSpot              | 8,5/10                      |
| GameSpy               | 4,5/5                       |
| GameTrailers          | 8,6/10                      |
| IGN                   | 9/10                        |
| PC Zone               | 91/100                      |
| Русскоязычные издания |                             |
| Издание               | Оценка                      |
| Absolute Games        | 88/100                      |
| «PC Игры»             | 9/10                        |
| «Игромания»           | 9,5/10                      |
| «Страна игр»          | 9/10                        |

Left 4 Dead получила оценку 9,5 баллов из 10 от журнала Official Xbox Magazine, отметившего из достоинств игры «экстремально интенсивный экшн и хаос, получаемый в результате истребления зомби», а из минусов невозможность играть за Заражённых на всех картах в режиме Сражения.
Игра получила премию BAFTA в области игр 2009 года в номинации Multiplayer.
Игра победила в номинации «Шутер года» по версии журнала «Игромания» и заняла третье место в номинации «Игра года».
В 200-м выпуске американского журнала Game Informer игра Left 4 Dead заняла 82-е место в списке «200 лучших игр всех времён».
Летом 2018 года, благодаря уязвимости в защите Steam Web API, стало известно, что точное количество пользователей сервиса Steam, которые играли в игру хотя бы один раз, составляет 4 604 963 человека.